# DHB-Pokal der Frauen 2006/07
Die Spiele um den 33. DHB-Pokal der Frauen 2006/07 begannen am 31. August 2006 mit dem Spiel zwischen der TuS Metzingen und dem TV Nellingen (36:41) und endeten mit dem Final-Four-Turnier am 27. und 28. April 2007 im sächsischen Riesa. Der HC Leipzig konnte sich mit einem 39:29-Erfolg über den Buxtehuder SV im Finale den zweiten Titel in Folge sichern.

## Wettbewerb

### 1. Runde
| Datum    | Heimmannschaft                    | Gastmannschaft              | Resultat |
| -------- | --------------------------------- | --------------------------- | -------- |
| 30.08.06 | TuS Metzingen                     | TV Nellingen                | 36:41    |
| 01.09.06 | SG Zweidorf/Bortfeld              | HSC 2000 Magdeburg II       | 17:31    |
| 02.09.06 | HSG Kropp-Tetenhusen              | TV Cloppenburg              | –        |
| 02.09.06 | Thüringer HC II                   | HSG Sulzbach/Leidersbach    | 23:37    |
| 02.09.06 | TV Holzheim                       | DJK St. Michael Marpingen   | 27:14    |
| 02.09.06 | BSV Sachsen Zwickau               | HSC 2000 Magdeburg          | 27:25    |
| 02.09.06 | HSG Northeim/Hammenstedt/Hillerse | SVG Celle                   | 17:38    |
| 02.09.06 | TuS Lemförde                      | Mecklenburger SV            | 22:26    |
| 02.09.06 | TuS Aumühle-Wohltorf              | TSV Travemünde              | 22:28    |
| 02.09.06 | ESV Neuaubing                     | TG Osthofen                 | 22:39    |
| 02.09.06 | TV Lenzinghausen                  | DJK/MJC Trier II            | 27:21    |
| 02.09.06 | Hamburger SV                      | TSV Ellerbek                | 18:25    |
| 02.09.06 | TV Bruckhausen                    | Eintracht Oberlübbe         | 25:30    |
| 02.09.06 | HSC Potsdam                       | HC Sachsen Neustadt-Sebnitz | 14:32    |
| 02.09.06 | TV Mainzlar                       | SG 09 Kirchhof              | 31:30    |
| 02.09.06 | TV 1844 Idstein                   | TV Dudenhofen               | 13:26    |
| 02.09.06 | TG Nürtingen                      | HSG Bensheim/Auerbach       | 12:28    |
| 02.09.06 | HSG Albstadt                      | SV Allensbach               | 23:29    |
| 03.09.06 | HSC Eintracht Recklinghausen      | TSG Ober-Eschbach           | 17:29    |
| 03.09.06 | TSV Altenholz                     | Elmshorner HT               | 31:08    |
| 03.09.06 | SHV Oschatz                       | HC Leipzig, A-Jugend        | 21:20    |
| 03.09.06 | TuS Weibern                       | SV Teutonia Riemke          | 38:21    |
| 03.09.06 | TuS Jahn Dellwig                  | TuS Lintfort                | 20:28    |
| 03.09.06 | SV Reichensachsen                 | BVB Füchse Berlin           | 29:30    |
| 03.09.06 | PSV Recklinghausen                | SC Greven 09                | 31:28    |
| 03.09.06 | Vorwärts Wettringen               | TV Strombach                | 23:24    |
| 05.09.06 | TG88 Pforzheim                    | TS Ottersweier              | 24:22    |
| 07.09.06 | HSG Lüneburg                      | VfL Oldenburg II            | 16:24    |
|          | TGS Walldorf                      |                             | Freilos  |
|          | Hastedter TSV                     |                             | Freilos  |
|          | TSG Wismar                        |                             | Freilos  |
|          | TSV Nord Harrislee                |                             | Freilos  |
|          | SG Misburg                        |                             | Freilos  |
|          | SC Markranstädt                   |                             | Freilos  |
|          | Handball Club Salzland 06         |                             | Freilos  |
|          | SV Union Halle-Neustadt           |                             | Freilos  |
|          | SG Pädagogik/PSV Rostock          |                             | Freilos  |
|          | TV Beyeröhde                      |                             | Freilos  |
|          | Königsborner SV                   |                             | Freilos  |
|          | HaSpo Bayreuth                    |                             | Freilos  |

### 2. Runde
| Datum      | Heimmannschaft              | Gastmannschaft           | Resultat |
| ---------- | --------------------------- | ------------------------ | -------- |
| 23.09.2006 | TV Lenzinghausen            | Königsborner SV          | 35:30    |
| 26.09.2006 | TV Holzheim                 | TV Nellingen             | 22:32    |
| 03.10.2006 | TSV Ellerbek                | TSG Wismar               | 26:25    |
| 03.10.2006 | HC Sachsen Neustadt-Sebnitz | BSV Sachsen Zwickau      | 26:23    |
| 03.10.2006 | SC Markranstädt             | SV Union Halle-Neustadt  | 35:28    |
| 03.10.2006 | TV Mainzlar                 | TuS Lintfort             | 34:28    |
| 03.10.2006 | TSV Nord Harrislee          | VfL Oldenburg II         | 20:17    |
| 03.10.2006 | TSV Travemünde              | SG Pädagogik/PSV Rostock | 20:27    |
| 03.10.2006 | Mecklenburger SV            | Hastedter TSV            | 27:35    |
| 03.10.2006 | TSV Altenholz               | HSG Kropp-Tetenhusen     | 19:22    |
| 03.10.2006 | SHV Oschatz                 | SVG Celle                | 24:39    |
| 03.10.2006 | Handball Club Salzland 06   | SG Misburg               | 25:36    |
| 03.10.2006 | HSC 2000 Magdeburg II       | BVB Füchse Berlin        | 27:32    |
| 03.10.2006 | Eintracht Oberlübbe         | TSG Ober-Eschbach        | 23:24    |
| 03.10.2006 | TV Beyeröhde                | PSV Recklinghausen       | 33:19    |
| 03.10.2006 | TV Strombach                | TuS Weibern              | 22:37    |
| 03.10.2006 | TV Dudenhofen               | HaSpo Bayreuth           | 30:19    |
| 03.10.2006 | SV Allensbach               | TGS Walldorf             | 29:19    |
| 03.10.2006 | TG Osthofen                 | HSG Bensheim             | 15:29    |
| 03.10.2006 | TG88 Pforzheim              | HSG Sulzbach/Leidersbach | 26:39    |

### 3. Runde
| Datum      | Heimmannschaft        | Gastmannschaft            | Resultat |
| ---------- | --------------------- | ------------------------- | -------- |
| 11.10.2006 | HC Neustadt-Sebnitz   | HC Leipzig                | 22:39    |
| 11.10.2006 | SC Markranstädt       | DJK/MJC Trier             | 25:32    |
| 11.10.2006 | BV Borussia Dortmund  | Frankfurter Handball-Club | 24:29    |
| 18.10.2006 | TV Nellingen          | Thüringer HC              | 26:34    |
| 18.10.2006 | TuS Weibern           | 1. FC Nürnberg            | 23:42    |
| 18.10.2006 | TV Beyeröhde          | HSG Blomberg-Lippe II     | 22:19    |
| 22.10.2006 | SV Berliner VG 49     | TSV Bayer Leverkusen      | 25:44    |
| 22.10.2006 | TV Lenzinghausen      | Buxtehuder SV             | 14:40    |
| 28.10.2006 | SV Allensbach         | Frisch Auf Göppingen      | 27:28    |
| 28.10.2006 | SG Misburg            | Hastedter TSV             | 37:28    |
| 28.10.2006 | SV Garßen-Celle       | SG Pädagogik/PSV Rostock  | 28:25    |
| 28.10.2006 | HSG Kropp-Tetenhausen | TSV Ellerbek              | 21:22    |
| 29.10.2006 | TV Dudenhofen         | TSG Ketsch                | 18:27    |
| 29.10.2006 | HSG Sulzbach          | TV Mainzlar               | 34:20    |
| 29.10.2006 | TSG Ober-Eschbach     | HSG Bensheim              | 30:33    |
| 29.10.2006 | TSV Nord Harrislee    | VfL Oldenburg             | 16:30    |

### Achtelfinale
| Datum      | Heimmannschaft       | Gastmannschaft            | Resultat    |
| ---------- | -------------------- | ------------------------- | ----------- |
| 03.01.2007 | TSV Bayer Leverkusen | HC Leipzig                | 28:31       |
| 03.01.2007 | DJK/MJC Trier        | Thüringer HC              | 38:18       |
| 03.01.2007 | TV Beyeröhde         | 1. FC Nürnberg            | 24:36       |
| 03.01.2007 | HSG Sulzbach         | TSG Ketsch                | 27:19       |
| 06.01.2007 | SG Misburg           | Buxtehuder SV             | 19:45       |
| 06.01.2007 | Frisch Auf Göppingen | VfL Oldenburg             | 33:32       |
| 07.01.2007 | HSG Bensheim         | SV Garßen-Celle           | 28:26 n. V. |
| 14.01.2007 | TSV Ellerbek         | Frankfurter Handball-Club | 20:29       |

### Viertelfinale
| Datum      | Heimmannschaft            | Gastmannschaft | Resultat |
| ---------- | ------------------------- | -------------- | -------- |
| 10.03.2007 | HSG Bensheim              | Buxtehuder SV  | 22:30    |
| 11.03.2007 | Frisch Auf Göppingen      | DJK/MJC Trier  | 35:32    |
| 14.03.2007 | HC Leipzig                | HSG Sulzbach   | 41:19    |
| 14.03.2007 | Frankfurter Handball-Club | 1. FC Nürnberg | 33:34    |

### Halbfinale
| Datum      | Heimmannschaft | Gastmannschaft       | Resultat   |
| ---------- | -------------- | -------------------- | ---------- |
| 27.04.2007 | Buxtehuder SV  | Frisch Auf Göppingen | 29:28      |
| 27.04.2007 | HC Leipzig     | 1. FC Nürnberg       | 31:29 n.S. |

### Finale
| Datum      | Heimmannschaft | Gastmannschaft | Resultat |
| ---------- | -------------- | -------------- | -------- |
| 28.04.2007 | HC Leipzig     | Buxtehuder SV  | 39:29    |